# Sebregondi
Sebregondi ist ein italienisches Adelsgeschlecht, welches ursprünglich aus Domaso am Comer See entstammte. Erste Erwähnungen lassen sich bereits aus dem Jahr 1220 finden. Die Familie unterteilte sich in mehrere Zweige, ein Zweig ließ sich um 1457 bei Rom nieder, ein anderer 1598 in Valtellina, dessen Angehörige dort den Titel des Grafen bekamen.

## Historisches
Das Adelsgeschlecht Sebregondi entstammte aus Domaso am Comer See und verbreitete sich dann in mehreres Linien quer durch Italien und das damalige Preußen. Erster namentlich erwähnter Träger des Namens ist Giambattista Sebregondi, alle heute bekannten Namensträger und bestehende Nebenlinien stammen von ihm ab. Giambattista heiratete in erster Ehe eine Dame aus dem italienischen Haus der Motti da Ello. Mit dieser hatte er mehrere Kinder, Francesco Sebregondi, wessen Nachfahren die spätere deutsche Linie gründen, Antonio Maria Sebregondi, den Domherren von S. Prassede und Giacomo Antonio Sebregondi, wessen Nachfahren die Grafen von Como und Konsule des Adelskollegium in Como stellen.
Die deutsche Nebenlinien erhielt vom Papst den Namenszusatz di Sebregondi.

### Villa Camilla
Villa Camilla wurde zu Beginn des 16. Jahrhunderts im neoklassizistischen Stil durch die Adeligen Calderara erbaut und ging nach zahlreichen Besitzerwechsel Ende des 18. Jahrhunderts in das Eigentum der Familie Sebregondi über. Der Park der Villa erstreckt sich über 8.000 Quadratmeter, sehenswert sind die Grotten aus Kunststein und die große Vielfalt an Kamelien, Zedern und Nadelgewächsen. Der Name geht auf die erste Frau des Grafen Sebregondi zurück, der Gräfin Camilla Barbiano di Belgioso.
Seit 1950 dient die Villa als Rathaus der Gemeinde Domaso. Dort finden zudem verschiedenste kulturelle Veranstaltungen statt. Mit der Zeit wurde die Villa damit zu einem der wirtschaftlichen Bezugspunkte des Tourismus in der Region Alta Lago.

## Ceriani Sebregondi
Die Ceriani Sebregondi Familie stammt ursprünglich aus der Lombardei, im Laufe der Jahrhunderte verteilte sich die Familie in verschiedene Regionen Italiens. Die Familie mit Sitz in Servalle wurde am 24. August 1820 mit souveränem Beschluss in ihrem Adel bestätigt.
Bekannte Mitglieder waren Abt Antonio (*um 1860), welcher ein bekannter Philologe war, Giuseppe Ceriani Sebregondi, Sekretär des Innenministeriums, lebte um 1869 und Luisa Tinelli, Witwe von Giuseppe, welche in zweiter Stimme den Grafen Francesco Sebregondi heiratete, welcher von der Sebregondi Linie aus Domaso stammt.

## Deutscher Familienzweig
Ein Teil der Familie ließ sich irgendwann im damaligen Preußen nieder. Heute lassen sich die Nachfahren in ganz Deutschland, mit Schwerpunkt im Ruhrgebiet finden.
Den Beinamen di Sebregondi bekam der deutsche Zweig vom damalig regierenden Papst, um ca. 1850.

### Rüdiger di Sebregondi
Bekannt wurde der Feldchirurg und Stadtarzt Rüdiger (Rother) Sebregondi, dieser war Sohn des Zimmermeisters Arnold Hermann Sebregondi und einer Hebamme aus Dinslaken, er wurde am 21. Oktober 1785 in Dinslaken geboren, trat 1804 als Kompaniechirurg in den preußischen Militärdienst, studierte in Duisburg und erlangte 1810 die medizinische Doktorwürde. 1813 ließ sich Sebregondi als Stadtarzt in Dorsten nieder. Im gleichen Jahr heiratete er Elisabeth Wehling, Tochter des Weinbrandbrenners und Assessors Bernhard Wehling. Sebregondi bezog ein stattliches Haus am Marktplatz (vorher Posthalterei Rive, heute Targobank) und wirkte in Dorsten fast ein halbes Jahrhundert. Als Arzt hatte er einen guten wissenschaftlichen Ruf bis in die Niederlande. Er schrieb über Genickstarre, über die „Ferngesichte, Mitgefühle und Vorgesichte und über die vorsagenden Träume“ und befasste sich insbesondere mit dem menschlichen Gemüts- und Seelenleben.

### Maria Lenzen di Sebregondi
Die älteste Tochter von Rüdiger di Sebregondi ist die Dichterin Maria Lenzen. Nach ihr wurde in Östrich eine Straße benannt, dennoch zählt sie nicht zu den Großen in der westfälischen Literatur des 19. Jahrhunderts. Sie hinterließ nach ihrem Tod in ANholt ein reichhaltiges heimatdichterisches Werk in 20 Bänden mit Lyrik und Prosa (44 Romane und über 100 Gedichte).

## Bekannte Familienmitglieder
- Nicolo Sebregondi, Architekt der Corte del Duca di Mantova, Ingenieur, Mathematiker, Erbauer des Palazzo della Favorita und anderer Werke
- Rüdiger (Rother) di Sebregondi (1785 – 1857), Feldarzt und königlich-preußischer Sanitätsrat
- Maria Lenzen di Sebregondi (1814 – 1882), deutsche Schriftstellerin